# フレッチャー・スクール
フレッチャー法律外交大学院（英語: The Fletcher School of Law and Diplomacy）は、マサチューセッツ州メドフォード市に本部を置くアメリカ合衆国の私立大学。1933年創立、1933年大学設置。

## 概要
一般にはフレッチャー・スクールとの通称が用いられる。フレッチャー・スクールは、1933年にハーバード大学とタフツ大学の合同プロジェクトによって米国で初めて創設された国際関係学の専門大学院である。国際関係学の分野において世界最高のスクールの一つであり、伝統的に修了生の連帯意識が強いことで知られ、俗に「フレッチャー・マフィア」と呼称されている。外交官養成スクールとしてのイメージが強い一方、修了生の国際機関（国連・世界銀行等）、民間企業、NGOへの進出も多く見られる。
現在の学長は、レイチェル・カイト学長（元世界銀行気候変動担当副総裁、元国連事務総長特別代表、Sustainable Energy for All 元CEO）。
2018年に雑誌Foreign Policyに掲載された米国大学教員によるアンケート調査結果によると、フレッチャースクールは世界の国際関係学修士課程の中で第6位に位置づけられている。（1位ジョージタウン大学SFS、2位ハーバード大学HKS、3位ジョンズ・ホプキンズ大学高等国際関係大学院、4位プリンストン大学WWS、5位コロンビア大学SIPA、7位ジョージワシントン大学、8位アメリカン大学、9位ロンドン・スクール・オブ・エコノミクス、10位シカゴ大学）。

## 歴史
フレッチャースクールは1933年にオースティン・バークレー・フレッチャーの遺贈の一部を使用し、世界の外交におけるリーダーを育成することを理念として設立された。現在、フレッチャースクールはタフツ大学が管理しているが、創設時の経緯からハーバード各大学院との密接な協力関係が継続されており、ハーバードビジネススクール（HBS)やロースクール（HLS)、ケネディスクール（HKS）らと単位互換されている。実際、ハーバード各大学院の学生がフレッチャースクールの授業を受講することや、その逆も日常茶飯事となっている。

## プログラム
フレッチャースクールは学際性のあるプログラムが特徴となっている。現在、二年制のMaster of Arts in Law an Diplomacy(MALD)、一年制のMaster of Arts、ミッドキャリア向けのGlobal Master of Arts Program (GMAP)、および博士課程で構成されている。2008年度より、二年制のMaster of International Business および 一年制のMaster of Laws (LL.M) のプログラムを新たに創設した。
大半の学生が参加するMALDプログラムでは、修了までに以下の16の分野から2つをカバーすることが求められる。それぞれの分野は指定の3、4コースを履修することで認定を得られる。

- Public International Law,
- International Organizations,
- International Business and Economic Law,
- Law and Development,
- International Information and Communication,
- International Negotiation and Conflict Resolution,
- Human Security,
- International Trade and Commercial Policies,
- International Monetary Theory and Policy.
- Development Economics,
- International Environment and Resource Policy,
- Political Systems and Theories
- International Security Studies,
- International Political Economy,
- International Business Economics,
- the United States,
- Pacific Asia,
- Southwest Asia and Islamic Civilization

フレッチャースクールは様々な研究プログラム・研究センターの拠点になっており、安全保障・外交・紛争解決などの分野での世界トップクラスの研究が行われている。

## 複数学位プログラム
フレッチャースクールは、計10校と複数学位プログラム（Double Degree Program：単位を互換とし、2校の学位を並行して取得できる制度）で提携している。複数学位プログラムを修了するためには、生徒は双方のプログラムに対して別個に応募し、合格する必要がある。合格した生徒は、双方のプログラムを半分ずつ修了することで、双方の学校から修士号を受領できる。
複数学位プログラム提携校は以下の通り。
- MALD/JD
- ハーバード・ロー・スクール
- UCバークレーロースクール
- MBA/MALD
- ダートマス大学タック経営大学院　Tuck School of business
- HEC経営大学院
- Institute de Esperansa

## 学生
学生数は約450名。平均年齢は27歳。全体に占める留学生の比率は約40％。日本人学生は全体で20数名程度。

## 主な関係者

### 教員・研究者
- ダニエル・ドレズナー - 国際政治学
- ジェームズ・G・スタブリディス（英語版） - 海軍大将
- 李晟允（イ・ソンユン） - 朝鮮半島・東アジア研究、北朝鮮専門家

### 出身者
- 明石康 - 国連カンボジア暫定統治機構担当国連事務総長特別代表・旧ユーゴ問題担当・事務総長特別代表就任・国連事務総長特別顧問などを歴任。
- 秋葉剛男 - 国家安全保障局長、外務事務次官
- 飯塚恵子 - 読売新聞編集委員
- 稲村公望 - 日本郵便副会長
- 今井隆吉 - ジュネーブ軍縮会議大使、原子燃料政策研究会理事
- 内田孟男 - 中央大学教授
- 岡真臣 - 防衛審議官
- 緒方四十郎 - 日本銀行理事
- 小沼巧 - 参議院議員
- 加藤洋一 - 朝日新聞社編集委員、アメリカ総局長
- 河合正男 - 駐ノルウェー大使
- 川上高司-  内閣官房参与　[3]
- 賀陽治憲 - 駐イスラエル大使、駐ブラジル大使
- 齋木昭隆 - 外務事務次官
- 佐藤哲夫 - 一橋大学教授
- 新貝正勝 - 中津市長、防衛庁防衛研究所長
- 鈴木浩 - 外務審議官
- 長門正貢 - 日本郵政社長、シティバンク銀行会長
- 丹羽敏之 - 国際連合児童基金事務局次長
- 蓮生郁代 - 大阪大学教授
- 徳地秀士 - 初代防衛審議官
- 羽田浩二 - 駐イラン大使、駐フィリピン大使
- 原田義昭 - 衆議院議員
- 福嶌香代子 - 外務省外交史料館長
- 本田均 - 駐フィンランド大使
- 森本敏 - 防衛大臣
- 谷内正太郎 - 国家安全保障局長、外務事務次官
- 長谷川榮一 - 内閣総理大臣補佐官、中小企業庁長官
- 山下真理 - 国際連合広報センター長
- 山口昇 - 陸上自衛隊研究本部長・陸将
- ジョセフ・ダンフォード - 第19代アメリカ統合参謀本部議長